# لیگ برتر والیبال مردان ایران ۱۳۹۹
لیگ برتر والیبال ایران ۱۳۹۹ سی و چهارمین دوره از رقابت‌های لیگ برتر در والیبال ایران می‌باشد که از ۱۹ شهریور تا ۲۶ اسفند ۱۳۹۹ به انجام رسید. فدراسیون والیبال ایران در ۱۲ شهریور ۱۳۹۹ اعلام کرد که شهرداری قزوین به دلیل عدم انجام به تعهدات خود از شرکت در رقابت‌های لیگ محروم شده است. پس از این خبر، شهروند اراک جانشین آن‌ها شد. اما، شهرداری قزوین پس از کنار گذاشته شدن از لیگ، اقدام‌های لازم برای تعهدات مالی خود و درخواست بازگشت دوباره به رقابت‌های لیگ را انجام داد. در ۱۶ شهریور ۱۳۹۹ با توجه به توافق تمام تیم‌های شرکت کننده، اعلام شد که شهرداری قزوین در لیگ شرکت می‌کند. به دلیل شیوع کووید-۱۹، این رقابت‌ها از ۱۹ مهر به حالت تعلیق درآمد و از ۱۸ آبان از سر گرفته شد. از زمان از سر گیری مجدد، مسابقات به میزبانی مکان‌های بی‌طرف در تهران (سالن والیبال آزادی و خانه والیبال تهران) برگزار شد.

## تیم‌ها
| پیکان، سایپاش گنبدهورسانش قزوینآذر باتری، ش ارومیهشهروندشهدابش ورامینهرازخاتمسیرجانسپاهانراه‌یاب مکان تیم‌های فصل ۱۳۹۹ · - - سایپا تهران - پیکان تهران - فولاد سیرجان ایرانیان - فولاد سپاهان اصفهان - شهرداری ورامین - شهرداری گنبد - شهرداری ارومیه - شهرداری قزوین - شهروند اراک - راه‌یاب ملل مریوان - هورسان رامسر - لبنیات هراز آمل - شهداب یزد - آذر باتری ارومیه - خاتم اردکان |

## فصل عادی

### رده‌بندی
| رتبه | تیم                   | بازی‌ها | بازی‌ها | بازی‌ها | امتیازات | جزئیات | جزئیات | جزئیات | جزئیات | جزئیات | جزئیات | ست‌ها | ست‌ها  | ست‌ها    |
| رتبه | تیم                   | بازی‌ها | برده   | باخته  | امتیازات | ۳–۰    | ۳–۱    | ۳–۲    | ۲–۳    | ۱–۳    | ۰–۳    | برده | باخته | میانگین |
| ---- | --------------------- | ------ | ------ | ------ | -------- | ------ | ------ | ------ | ------ | ------ | ------ | ---- | ----- | ------- |
| ۱    | سپاهان اصفهان         | ۲۶     | ۲۲     | ۴      | ۶۵       | ۱۰     | ۱۰     | ۲      | ۱      | ۲      | ۱      | ۷۰   | ۲۶    | ۲٫۶۹۲   |
| ۲    | شهرداری ارومیه        | ۲۶     | ۲۱     | ۵      | ۶۲       | ۹      | ۹      | ۳      | ۲      | ۲      | ۱      | ۶۹   | ۳۰    | ۲٫۳۰۰   |
| ۳    | شهداب یزد             | ۲۶     | ۲۱     | ۵      | ۵۹       | ۶      | ۱۱     | ۴      | ۰      | ۴      | ۱      | ۶۷   | ۳۴    | ۱٫۹۷۱   |
| ۴    | فولاد سیرجان ایرانیان | ۲۶     | ۲۰     | ۶      | ۵۹       | ۱۰     | ۷      | ۳      | ۲      | ۴      | ۰      | ۶۸   | ۳۱    | ۲٫۱۹۴   |
| ۵    | سایپا تهران           | ۲۶     | ۱۸     | ۸      | ۵۶       | ۹      | ۸      | ۱      | ۳      | ۵      | ۰      | ۶۵   | ۳۴    | ۱٫۹۱۲   |
| ۶    | لبنیات هراز آمل       | ۲۶     | ۱۸     | ۸      | ۵۲       | ۱۰     | ۳      | ۵      | ۳      | ۳      | ۲      | ۶۳   | ۳۷    | ۱٫۷۰۳   |
| ۷    | شهرداری گنبد          | ۲۶     | ۱۳     | ۱۳     | ۴۱       | ۵      | ۷      | ۱      | ۳      | ۴      | ۶      | ۴۹   | ۴۸    | ۱٫۰۲۱   |
| ۸    | شهرداری ورامین        | ۲۶     | ۱۲     | ۱۴     | ۳۶       | ۳      | ۵      | ۴      | ۴      | ۵      | ۵      | ۴۹   | ۵۵    | ۰٫۸۹۱   |
| ۹    | هورسان رامسر          | ۲۶     | ۱۰     | ۱۶     | ۳۰       | ۱      | ۶      | ۳      | ۳      | ۵      | ۸      | ۴۱   | ۶۰    | ۰٫۶۸۳   |
| ۱۰   | پیکان تهران           | ۲۶     | ۱۰     | ۱۶     | ۲۹       | ۴      | ۵      | ۱      | ۰      | ۸      | ۸      | ۳۸   | ۵۵    | ۰٫۶۹۱   |
| ۱۱   | خاتم اردکان           | ۲۶     | ۶      | ۲۰     | ۲۲       | ۴      | ۲      | ۰      | ۴      | ۱۰     | ۶      | ۳۶   | ۶۲    | ۰٫۵۸۱   |
| ۱۲   | شهرداری قزوین         | ۲۶     | ۵      | ۲۱     | ۱۵       | ۲      | ۲      | ۱      | ۱      | ۱۰     | ۱۰     | ۲۷   | ۶۷    | ۰٫۴۰۳   |
| ۱۳   | راه‌یاب ملل مریوان     | ۲۶     | ۳      | ۲۳     | ۱۱       | ۱      | ۱      | ۱      | ۳      | ۷      | ۱۳     | ۲۲   | ۷۲    | ۰٫۳۰۶   |
| ۱۴   | آذر باتری ارومیه      | ۲۶     | ۳      | ۲۳     | ۹        | ۰      | ۲      | ۱      | ۱      | ۹      | ۱۳     | ۲۰   | ۷۳    | ۰٫۲۷۴   |
| —    | شهروند اراک           | –      | –      | –      | –        | –      | –      | –      | –      | –      | –      | –    | –     | –       |

- شهروند اراک به دلیل عدم انجام تعهدات خود در طول فصل عادی از رقابت‌های لیگ کنار گذاشته شد. تمام نتایج این تیم نیز باطل اعلام شد.[۴]

### نتایج
|                   | آذر باتری | سپاهان | سیرجان | هورسان | خاتم | هراز | پیکان | راه‌یاب | سایپا | شهداب | ش گنبد | ش قزوین | ش ارومیه | ش ورامین |
| ----------------- | --------- | ------ | ------ | ------ | ---- | ---- | ----- | ------ | ----- | ----- | ------ | ------- | -------- | -------- |
| آذر باتری ارومیه  |           | ۰–۳    | ۰–۳    | ۲–۳    | ۰–۳  | ۳–۲  | ۰–۳   | ۱–۳    | ۱–۳   | ۰–۳   | ۰–۳    | ۱–۳     | ۰–۳      | ۱–۳      |
| سپاهان اصفهان     | ۳–۰       |        | ۱–۳    | ۳–۰    | ۳–۱  | ۳–۲  | ۳–۰   | ۳–۰    | ۳–۱   | ۳–۱   | ۳–۱    | ۳–۰     | ۳–۱      | ۳–۰      |
| فولاد سیرجان      | ۳–۱       | ۳–۰    |        | ۳–۱    | ۳–۰  | ۱–۳  | ۳–۰   | ۳–۰    | ۱–۳   | ۳–۱   | ۳–۰    | ۳–۱     | ۲–۳      | ۲–۳      |
| هورسان رامسر      | ۳–۱       | ۰–۳    | ۲–۳    |        | ۳–۲  | ۲–۳  | ۰–۳   | ۳–۱    | ۱–۳   | ۰–۳   | ۳–۱    | ۳–۱     | ۱–۳      | ۲–۳      |
| خاتم اردکان       | ۱–۳       | ۱–۳    | ۱–۳    | ۳–۰    |      | ۲–۳  | ۰–۳   | ۳–۰    | ۰–۳   | ۱–۳   | ۱–۳    | ۳–۱     | ۲–۳      | ۱–۳      |
| لبنیات هراز آمل   | ۳–۰       | ۱–۳    | ۱–۳    | ۳–۰    | ۳–۱  |      | ۳–۰   | ۳–۰    | ۳–۲   | ۲–۳   | ۱–۳    | ۳–۰     | ۰–۳      | ۳–۲      |
| پیکان تهران       | ۳–۱       | ۱–۳    | ۰–۳    | ۱–۳    | ۳–۱  | ۰–۳  |       | ۳–۱    | ۰–۳   | ۱–۳   | ۳–۲    | ۳–۱     | ۰–۳      | ۱–۳      |
| راه‌یاب ملل مریوان | ۱–۳       | ۰–۳    | ۲–۳    | ۲–۳    | ۰–۳  | ۰–۳  | ۰–۳   |        | ۱–۳   | ۰–۳   | ۰–۳    | ۲–۳     | ۱–۳      | ۰–۳      |
| سایپا تهران       | ۳–۰       | ۱–۳    | ۳–۱    | ۳–۰    | ۳–۰  | ۲–۳  | ۳–۱   | ۳–۰    |       | ۱–۳   | ۳–۰    | ۳–۰     | ۲–۳      | ۳–۱      |
| شهداب یزد         | ۳–۱       | ۱–۳    | ۳–1    | ۳–۱    | ۳–۱  | ۰–۳  | ۳–۱   | ۳–۰    | ۳–۱   |       | ۳–۲    | ۳–۰     | ۱–۳      | ۳–۱      |
| شهرداری گنبد      | ۳–۰       | ۳–۲    | ۲–۳    | ۳–۱    | ۳–۰  | ۰–۳  | ۳–۱   | ۳–۱    | ۰–۳   | ۱–۳   |        | ۳–۱     | ۳–۱      | ۰–۳      |
| شهرداری قزوین     | ۳–۰       | ۰–۳    | ۰–۳    | ۰–۳    | ۱–۳  | ۱–۳  | ۳–۰   | ۲–۳    | ۱–۳   | ۰–۳   | ۳–۱    |         | ۰–۳      | ۰–۳      |
| شهرداری ارومیه    | ۳–۰       | ۳–۱    | ۰–۳    | ۳–۰    | ۳–۰  | ۳–۰  | ۳–۱   | ۳–۱    | ۳–۱   | ۲–۳   | ۳–۰    | ۳–۱     |          | ۳–۱      |
| شهرداری ورامین    | ۳–۱       | ۲–۳    | ۰–۳    | ۱–۳    | ۳–۲  | ۰–۳  | ۱–۳   | ۰–۳    | ۲–۳   | ۲–۳   | ۰–۳    | ۳–۱     | ۳–۲      |          |

## دور حذفی
- میزبان: سالن والیبال آزادی، تهران
- تمام زمان‌ها براساس ساعت رسمی ایران (یوتی‌سی ۳:۳۰+) می‌باشد.
- تمام مجموعه بازی‌ها به صورت بهترین از سه به انجام رسید.

|  | یک‌چهارم‌نهایی‌ها | یک‌چهارم‌نهایی‌ها  | یک‌چهارم‌نهایی‌ها  | یک‌چهارم‌نهایی‌ها | یک‌چهارم‌نهایی‌ها |   |              | نیمه‌نهایی‌ها    | نیمه‌نهایی‌ها       | نیمه‌نهایی‌ها       | نیمه‌نهایی‌ها       | نیمه‌نهایی‌ها       |                   |                   | نهایی             | نهایی           | نهایی | نهایی | نهایی |
|  |                |                 |                 |                |                |   |              |                |                   |                   |                   |                   |                   |                   |                   |                 |       |       |       |
|  | ۱              | سپاهان اصفهان   | ۳               | ۳              | —              |   |              |                |                   |                   |                   |                   |                   |                   |                   |                 |       |       |       |
|  | ۸              | شهرداری ورامین  | ۲               | ۱              | —              |   |              |                |                   |                   |                   |                   |                   |                   |                   |                 |       |       |       |
|  | ۸              | شهرداری ورامین  | ۲               | ۱              | —              |   | ۱            | سپاهان اصفهان  | ۰                 | ۰                 | —                 |                   |                   |                   |                   |                 |       |       |       |
|  |                |                 |                 |                |                |   | ۱            | سپاهان اصفهان  | ۰                 | ۰                 | —                 |                   |                   |                   |                   |                 |       |       |       |
|  |                | ۴               | فولاد سیرجان    | ۳              | ۳              | — |              |                |                   |                   |                   |                   |                   |                   |                   |                 |       |       |       |
|  | ۴              | ۴               | فولاد سیرجان    | ۳              | ۳              | — | فولاد سیرجان | ۳              | ۳                 | —                 |                   |                   |                   |                   |                   |                 |       |       |       |
|  | ۴              |                 |                 |                |                |   | فولاد سیرجان | ۳              | ۳                 | —                 |                   |                   |                   |                   |                   |                 |       |       |       |
|  | ۵              | سایپا تهران     | ۲               | ۰              | —              |   |              |                |                   |                   |                   |                   |                   |                   |                   |                 |       |       |       |
|  |                |                 |                 |                |                |   |              |                |                   |                   |                   |                   |                   | ۴                 | فولاد سیرجان      | ۲               | ۳     | ۳     |       |
|  |                | ۲               | شهرداری ارومیه  | ۳              | ۰              | ۱ |              |                |                   |                   |                   |                   |                   |                   |                   |                 |       |       |       |
|  | ۲              | شهرداری ارومیه  | ۳               | ۱              | ۳              |   |              |                |                   |                   |                   |                   |                   |                   |                   |                 |       |       |       |
|  | ۷              | شهرداری گنبد    | ۲               | ۳              | ۲              |   |              |                |                   |                   |                   |                   |                   |                   |                   |                 |       |       |       |
|  | ۷              | شهرداری گنبد    | ۲               | ۳              | ۲              |   | ۲            | شهرداری ارومیه | ۳                 | ۳                 | —                 |                   |                   |                   |                   |                 |       |       |       |
|  |                |                 |                 |                |                |   | ۲            | شهرداری ارومیه | ۳                 | ۳                 | —                 |                   |                   |                   |                   |                 |       |       |       |
|  |                | ۶               | لبنیات هراز آمل | ۲              | ۲              | — |              |                | مکان سوم (لغو شد) | مکان سوم (لغو شد) | مکان سوم (لغو شد) | مکان سوم (لغو شد) | مکان سوم (لغو شد) | مکان سوم (لغو شد) | مکان سوم (لغو شد) |                 |       |       |       |
|  | ۳              | ۶               | لبنیات هراز آمل | ۲              | ۲              | — | شهداب یزد    | ۱              | مکان سوم (لغو شد) | مکان سوم (لغو شد) | مکان سوم (لغو شد) | مکان سوم (لغو شد) | مکان سوم (لغو شد) | مکان سوم (لغو شد) | مکان سوم (لغو شد) | ۳               | ۱     |       |       |
|  | ۳              |                 |                 |                |                |   | شهداب یزد    | ۱              |                   |                   |                   |                   |                   |                   |                   | ۳               | ۱     |       |       |
|  | ۶              | لبنیات هراز آمل | ۳               | ۲              | ۳              |   |              |                |                   |                   |                   |                   |                   |                   | ۱                 | سپاهان اصفهان   |       |       |       |
|  |                |                 |                 |                |                |   |              |                |                   |                   |                   |                   |                   |                   | ۶                 | لبنیات هراز آمل |       |       |       |

### یک‌چهارم نهایی‌ها
سپاهان اصفهان مقابل. شهرداری ورامین
| تاریخ    | ساعت  |                | امتیاز |                | ست ۱  | ست ۲  | ست ۳  | ست ۴  | ست ۵  | مجموع   | گزارش |
| -------- | ----- | -------------- | ------ | -------------- | ----- | ----- | ----- | ----- | ----- | ------- | ----- |
| ۲۳ فوریه | ۱۷:۰۰ | سپاهان اصفهان  | ۳–۲    | شهرداری ورامین | ۲۵–۲۲ | ۲۳–۲۵ | ۲۶–۲۴ | ۲۰–۲۵ | ۱۵–۱۳ | ۱۰۹–۱۰۹ | P2    |
| ۲۵ فوریه | ۱۴:۰۰ | شهرداری ورامین | ۱–۳    | سپاهان اصفهان  | ۲۸–۲۶ | ۱۹–۲۵ | ۲۳–۲۵ | ۱۸–۲۵ |       | ۸۸–۱۰۱  |       |

فولاد سیرجان مقابل. سایپا تهران
| تاریخ    | ساعت  |              | امتیاز |              | ست ۱  | ست ۲  | ست ۳  | ست ۴  | ست ۵  | مجموع   | گزارش |
| -------- | ----- | ------------ | ------ | ------------ | ----- | ----- | ----- | ----- | ----- | ------- | ----- |
| ۲۳ فوریه | ۱۴:۰۰ | فولاد سیرجان | ۳–۲    | سایپا تهران  | ۲۳–۲۵ | ۲۵–۱۸ | ۲۵–۲۷ | ۲۵–۲۰ | ۱۵–۱۲ | ۱۱۳–۱۰۲ | P2    |
| ۲۵ فوریه | ۱۷:۰۰ | سایپا تهران  | ۰–۳    | فولاد سیرجان | ۱۹–۲۵ | ۲۲–۲۵ | ۱۶–۲۵ |       |       | ۵۷–۷۵   |       |

شهرداری ارومیه مقابل. شهرداری گنبد
| تاریخ    | ساعت  |                | امتیاز |                | ست ۱  | ست ۲  | ست ۳  | ست ۴  | ست ۵  | مجموع   | گزارش |
| -------- | ----- | -------------- | ------ | -------------- | ----- | ----- | ----- | ----- | ----- | ------- | ----- |
| ۲۴ فوریه | ۱۷:۰۰ | شهرداری ارومیه | ۳–۲    | شهرداری گنبد   | ۲۳–۲۵ | ۲۵–۲۲ | ۲۵–۱۷ | ۲۲–۲۵ | ۱۵–۹  | ۱۱۰–۹۸  | P2    |
| ۲۶ فوریه | ۱۴:۰۰ | شهرداری گنبد   | ۳–۱    | شهرداری ارومیه | ۲۵–۲۲ | ۱۹–۲۵ | ۲۵–۱۹ | ۲۵–۲۲ |       | ۹۴–۸۸   | P2    |
| ۲۸ فوریه | ۱۷:۰۰ | شهرداری ارومیه | ۳–۲    | شهرداری گنبد   | ۲۶–۲۴ | ۲۵–۱۸ | ۲۴–۲۶ | ۱۸–۲۵ | ۱۷–۱۵ | ۱۱۰–۱۰۸ | P2    |

شهداب یرد مقابل. لبنیات هراز آمل
| تاریخ    | ساعت  |                 | امتیاز |                 | ست ۱  | ست ۲  | ست ۳  | ست ۴  | ست ۵  | مجموع   | گزارش |
| -------- | ----- | --------------- | ------ | --------------- | ----- | ----- | ----- | ----- | ----- | ------- | ----- |
| ۲۴ فوریه | ۱۴:۰۰ | شهداب یزد       | ۱–۳    | لبنیات هراز آمل | ۲۲–۲۵ | ۱۸–۲۵ | ۲۵–۱۴ | ۲۲–۲۵ |       | ۸۷–۸۹   | P2    |
| ۲۶ فوریه | ۱۷:۰۰ | لبنیات هراز آمل | ۲–۳    | شهداب یزد       | ۲۳–۲۵ | ۲۵–۲۳ | ۲۳–۲۵ | ۲۵–۲۱ | ۱۲–۱۵ | ۱۰۸–۱۰۹ | P2    |
| ۲۸ فوریه | ۱۴:۰۰ | شهداب یزد       | ۱–۳    | لبنیات هراز آمل | ۱۹–۲۵ | ۲۳–۲۵ | ۲۵–۱۶ | ۲۳–۲۵ |       | ۹۰–۹۱   | P2    |

### نیمه‌نهایی‌ها
سپاهان اصفهان مقابل. فولاد سیرجان
| تاریخ  | ساعت  |               | امتیاز |               | ست ۱  | ست ۲  | ست ۳  | ست ۴ | ست ۵ | مجموع | گزارش |
| ------ | ----- | ------------- | ------ | ------------- | ----- | ----- | ----- | ---- | ---- | ----- | ----- |
| ۵ مارس | ۱۴:۰۰ | سپاهان اصفهان | ۰–۳    | فولاد سیرجان  | ۲۰–۲۵ | ۲۰–۲۵ | ۲۶–۲۸ |      |      | ۶۶–۷۸ | P2    |
| ۷ مارس | ۱۷:۰۰ | فولاد سیرجان  | ۳–۰    | سپاهان اصفهان | ۲۷–۲۵ | ۲۵–۱۵ | ۲۵–۲۱ |      |      | ۷۷–۶۱ | P2    |

شهرداری ارومیه مقابل. لبنیات هراز آمل
| تاریخ  | ساعت  |                 | امتیاز |                 | ست ۱  | ست ۲  | ست ۳  | ست ۴  | ست ۵  | مجموع   | گزارش |
| ------ | ----- | --------------- | ------ | --------------- | ----- | ----- | ----- | ----- | ----- | ------- | ----- |
| ۵ مارس | ۱۷:۰۰ | شهرداری ارومیه  | ۳–۲    | لبنیات هراز آمل | ۲۹–۲۷ | ۳۰–۲۸ | ۲۱–۲۵ | ۱۹–۲۵ | ۱۵–۱۲ | ۱۱۴–۱۱۷ | P2    |
| ۷ مارس | ۱۴:۰۰ | لبنیات هراز آمل | ۲–۳    | شهرداری ارومیه  | ۲۵–۲۳ | ۲۴–۲۶ | ۱۷–۲۵ | ۲۵–۲۳ | ۱۰–۱۵ | ۱۰۱–۱۱۲ | P2    |

### مکان سوم
سپاهان اصفهان مقابل. لبنیات هراز آمل
- رقابت برای کسب جایگاه سوم بین سپاهان و هراز آمل با توافق دو تیم لغو شد. دو تیم به صورت مشترک در مکان سوم قرار گرفتند.[۵]

### نهایی
فولاد سیرجان ایرانیان مقابل. شهرداری ارومیه
| تاریخ   | ساعت  |                | امتیاز |                | ست ۱  | ست ۲  | ست ۳  | ست ۴  | ست ۵  | مجموع   | گزارش |
| ------- | ----- | -------------- | ------ | -------------- | ----- | ----- | ----- | ----- | ----- | ------- | ----- |
| ۱۲ مارس | ۱۷:۰۰ | شهرداری ارومیه | ۳–۲    | فولاد سیرجان   | ۱۹–۲۵ | ۲۵–۱۸ | ۲۵–۲۱ | ۲۲–۲۵ | ۱۵–۱۳ | ۱۰۶–۱۰۲ | P2    |
| ۱۴ مارس | ۱۶:۰۰ | فولاد سیرجان   | ۳–۰    | شهرداری ارومیه | ۲۸–۲۶ | ۲۵–۲۲ | ۲۵–۲۱ |       |       | ۷۸–۶۹   |       |
| ۱۶ مارس | ۱۶:۰۰ | شهرداری ارومیه | ۱–۳    | فولاد سیرجان   | ۲۳–۲۵ | ۲۸–۳۰ | ۲۵–۲۱ | ۲۱–۲۵ |       | ۹۷–۱۰۱  |       |

## رده‌بندی نهایی
| رتبه | تیم               |
| ---- | ----------------- |
| 1    | فولاد سیرجان      |
| 2    | شهرداری ارومیه    |
| 3    | سپاهان اصفهان     |
| 3    | لبنیات هراز آمل   |
| ۵    | شهداب یزد         |
| ۶    | سایپا تهران       |
| ۷    | شهرداری گنبد      |
| ۸    | شهرداری ورامین    |
| ۹    | هورسان رامسر      |
| ۱۰   | پیکان تهران       |
| ۱۱   | خاتم اردکان       |
| ۱۲   | شهرداری قزوین     |
| ۱۳   | راه‌یاب ملل مریوان |
| ۱۴   | آذر باتری ارومیه  |
| —    | شهروند اراک       |

|  | راه‌یافته به قهرمانی باشگاه‌های آسیا ۲۰۲۱ |

|  | راه‌یافته به دستهٔ یکم |

| قهرمان فصل ۱۳۹۹ لیگ برتر ایران       |
| ------------------------------------ |
| فولاد سیرجان ایرانیان نخستین قهرمانی |

|  |  |